# Astoria (Dakota du Sud)
Pour les articles homonymes, voir Astoria.
La ville américaine d’Astoria est située dans le comté de Deuel, dans l’État du Dakota du Sud. Lors du recensement de 2010, sa population s’élevait à 139 habitants. La municipalité s'étend sur 0,16 milles carrés (0,41 km2).
Fondée en 1900, la localité doit son nom à la ville d'Astoria dans l'Oregon, elle-même nommée en l'honneur de John Jacob Astor dont l'expédition passa dans le Dakota du Sud.

## Démographie
| 1920 | 1930 | 1940 | 1950 | 1960 | 1970 |
| ---- | ---- | ---- | ---- | ---- | ---- |
| 221  | 231  | 214  | 206  | 176  | 153  |

| 1980 | 1990 | 2000 | 2010 | - | - |
| ---- | ---- | ---- | ---- | - | - |
| 154  | 155  | 150  | 139  | - | - |